# آنا آمباکومیان
آنا آلکساندری آمباکومیان (ارمنی: Աննա Ալեքսանդրի Ամբակումյան؛ انگلیسی: Anna Ambakumyan؛ ۱۸ اکتبر ۱۹۱۹ - تاریخ مرگ ۲۱ سپتامبر ۱۹۹۹) نوازنده پیانو و آموزگار موسیقی اهل ارمنستان بود.

## زندگی‌نامه
وی در ۱۸ اکتبر ۱۹۱۹ در ایروان در به دنیا آمد و از کنسرواتوار دولتی چایکوفسکی مسکو (۱۹۴۵) فارغ‌التحصیل گشت. وی همچنین برنده جوایزی همچون چهره هنری شایسته ارمنستان شوروی شد. وی در ۲۱ سپتامبر ۱۹۹۹ در سن ۷۹ سالگی در ایروان درگذشت.